# Гонино, Элли
Алисса Джин «Элли» Гонино (англ. Alyssa Jean "Allie" Gonino) — американская актриса, певица и автор-песен. Наиболее известна своим участием в телесериале «Игра в ложь», где сыграла роль Лорел Мёрсель и в телесериале канала ABC Family «10 причин моей ненависти», где сыграла роль Мишель. С 2007 по 2011 годы была участницей девичьей группы The Stunners.

## Ранняя жизнь
Гонино родилась около 1990 года и выросла в Рокуолле, штат Техас. Её родители Джон и Линда Гонино владеют центром здоровья в Хете, Техас. В возрасте семи лет Элли начала осваивать классическую скрипку и брать уроки классического балета. Большую часть своего детства провела на выступлениях в различных кантри-фестивалях, проходивших на концертной площадке Dallas-Fort Worth metropolitan area, и продолжала играть на скрипке и мандолине, петь и исполнять в том числе йодль. В школьные годы Гонино заинтересовалась музыкальным театром. На втором году обучения она ушла из средней школы, чтобы перебраться в Лос-Анджелес, где продолжила музыкальную карьеру, обучаясь при этом актёрской игре. В шестнадцать лет она получила диплом об общем образовательном развитии.

## Карьера

### Музыка
В 2007 году вошла в состав девичьей группы The Stunners, созданную продюсером Vitamin C. Летом 2010 года, после выпуска сингла «Dancin' Around the Truth», записанного совместно с New Boyz, The Stunners выступили на разогреве у Джастина Бибера во время его тура My World Tour. После этого группа распалась. В настоящее время Гонино выступает с группой The Good Mad, которая снялась в сериале «Игра в ложь», где также снимается и сама Гонино. Кроме того, Гонино исполнила главную женскую роль в видео «Be Your Everything» (2012) группы Boys Like Girls.
В 2015 году Гонино выпустила мини-альбом Hollywood High, включавший сингл «Vamp».

### Актёрская карьера
Как актриса, Гонини снялась в таких сериалах как, «Нетакая», «Кори в доме», «Всё тип-топ, или Жизнь на борту» и «Обмани меня», а также исполняет постоянную роль Мишель в сериале канала Freeform «10 причин моей ненависти».
В 2011—2013 годах снималась в сериале ABC Family «Игра в ложь», где исполнила роль Лорель Мёрсер. В 2012 году вместе с коллегой по «10 причин моей ненависти» Меган Мартин снялась в фильме «Клуб Географистов». В 2013 году сыграла эпизодическую роль в комедийной драме «Увидимся в Вальгалле» с Сарой Хайленд. В 2014 году Гонино сыграла главную роль в телесериале-драме SundanceTV «Красная дорога». В 2015 году проходила кастинг на роль Сэм для пятого сезона сериала «Папочка», но впоследствии эта роль досталась Даниэлле Моне.

## Фильмография
| Год  | Название                    | Роль     | Примечание                               |
| ---- | --------------------------- | -------- | ---------------------------------------- |
| 2011 | Охота на хищниц             | Бритни   |                                          |
| 2013 | Клуб Географистов           | Кимберли |                                          |
| 2015 | Увидимся в Вальгалле        | Тори     |                                          |
| 2015 | Fun Size Horror: Volume One | Элли     | Короткометражка – сегмент: «Коллекция»   |
| 2018 | Высокое напряжение          | Рэйчел   | Также известен под названием Hollow Body |
| 2019 | Ring Ring                   | Келли    |                                          |

| Год       | Название                        | Роль                       | Примечания                                                    |
| --------- | ------------------------------- | -------------------------- | ------------------------------------------------------------- |
| 2007      | Кори в доме                     | Моник                      | «Gone Wishin'» (1х17)                                         |
| 2007      | Нетакая                         | девушка, исполняющая йодль | «The Song» (3х4)                                              |
| 2009      | Всё тип-топ, или Жизнь на борту | Марисса                    | «Splash and Trash» (1х18)                                     |
| 2009      | Обмани меня                     | Сьюзан                     | «Truth or Consequences» (2х2)                                 |
| 2009-2010 | 10 причин моей ненависти        | Мишель                     | Повторяющаяся роль, 8 эпизодов                                |
| 2009      | Rita Rocks                      | Эллисон                    | Повторяющаяся роль (сезон 2, 5 эпизодов)                      |
| 2011—2013 | Игра в ложь                     | Лорель Мёрсер              | Главная роль, 30 эпизодов                                     |
| 2013      | The Coppertop Flop Show         | Камео                      | «Woot Coach: Part 1» & «Woot Coach: Part 2» (эпизоды 12 и 13) |
| 2013      | Hidden Away                     | Рейчел Коул / Сейдж        | телефильм                                                     |
| 2014—2015 | Красная дорога                  | Рейчел Дженсен             | Главная роль, 12 эпизодов                                     |
| 2014      | Гавайи 5.0                      | Леа Ноа                    | «Kanalu Hope Loa» (5х3)                                       |
| 2014      | Mom and Dad Undergrads          | Зои Миллс                  | телефильм                                                     |
| 2015      | The Preacher’s Sin              | Джейми Беррингер           | телефильм                                                     |
| 2017      | Скорпион                        | Джесси                     | Эпизод: «Crime Every Mountain»                                |
| 2018      | Power Rangers Hyperforce        | Гвиневра                   | Веб-сериал; эпизод: «A Ranger in King Arthur’s Court»         |

## Дискография

### Мини-альбом
| Название       | История релиза                                                                   |
| -------------- | -------------------------------------------------------------------------------- |
| Hollywood High | - Выпущен: 7 апреля 2015 - Лейбл: Независимый - Формат: CD, цифровая дистрибуция |

### Сингл
| Название | Год  | Альбом         |
| -------- | ---- | -------------- |
| «Vamp»   | 2015 | Hollywood High |